# Unforgettable (chanson de French Montana)
Pour les articles homonymes, voir Unforgettable.
Singles de French Montana
No Pressure
(2017) A Lie
(2017)
Singles par Swae Lee
Ball Out the Lot
(2016) Guatemala
(2018)
Pistes de Jungle Rules
Whiskey Eyes Trippin
Unforgettable est une chanson du rappeur marocain French Montana. Elle a été publiée par Epic Records et Bad Boy Records le 7 avril 2017 en tant que single principal de son deuxième album studio Jungle Rules en même temps que No Pressure. La chanson est interprétée par Swae Lee et a été produite par Jaegen and 1Mind. En France, la chanson s'est placée à la 9e place du classement. Aux États-Unis, elle s'est classée 3e du Billboard Hot 100, en faisant la première chanson de French Montana, en tant qu'artiste principal, à se classer dans le top 10, mais également la première de Swae Lee en tant qu'artiste solo.
Unforgettable a atteint le top 10 dans quinze pays, dont l'Australie, le Canada, le Danemark, l'Allemagne, l'Irlande, les Pays-Bas, la Nouvelle-Zélande, la Suède, la Suisse et le Royaume-Uni. La chanson a atteint le top 20 en Autriche, République tchèque, Hongrie, au Liban, en Norvège, Écosse et Espagne.

## Historique
French Montana a d'abord sorti la chanson en novembre 2016 avec Swae Lee et Jeremih. La chanson a par la suite été remixée et masterisée pour sortir officiellement le single le 7 avril 2017 en même temps que No Pressure avec Future,. Le single a été certifié disque de diamant et multi disque de platine and plus de seize pays, dont six fois disque de platine aux États-Unis par l'RIAA.

## Composition
Unforgettable est une chanson dancehall et hip-hop. Selon la partition publiée sur musicnotes.com, la chanson est écrite en sol♯ mineur avec un tempo de 98 battements par minute.

## Clip vidéo
Le clip vidéo accompagnant la chanson est sorti le 13 avril 2017 sur le compte Vevo de French Montana  sur YouTube. La vidéo a été tournée à Kampala en Ouganda. Elle a été réalisée par French Montana et Spiff TV. On y voit les Ghetto Kids, un groupe de jeunes danseurs ougandais. En mars 2019, la vidéo compte plus d'un milliard de vues sur YouTube.

## Reprises
Le 26 juin 2017, une version espagnole de la chanson est sortie, interprétée par le chanteur colombien J Balvin.
Il existe également un autre remix interprété par la chanteuse américaine Mariah Carey.
Le chanteur Akon a également fait une reprise pour la chanson Predictable dans la mixtape Konvict Kartel Vol. 2.

## Utilisation dans les médias
La chanson a été utilisée dans l'épisode trois de la première saison de Grown-ish, ainsi que dans le film The After Party.

## Liste des pistes
- Téléchargement digital

1. Unforgettable (feat. Swae Lee) – 3:53
2. Unforgettable (feat. Swae Lee) [Clean] – 3:53

- J Hus & Jae5 Remix

1. Unforgettable (J Hus & Jae5 Remix) (feat. Swae Lee) – 3:46

- Major Lazer Remix

1. Unforgettable (Major Lazer Remix) (feat. Swae Lee) – 3:16

- Latin Remix

1. Unforgettable (with J Balvin) (feat. Swae Lee) – 3:34
2. Unforgettable (with J Balvin) (feat. Swae Lee) [Clean] – 3:34

- Tiësto & Dzeko's AFTR:HRS Remix

1. Unforgettable (Tiësto & Dzeko's AFTR:HRS Remix) (feat. Swae Lee) – 3:40

- Mariah Carey Remix

1. Unforgettable (with Mariah Carey) (feat. Swae Lee) – 3:53
2. Unforgettable (with Mariah Carey) (feat. Swae Lee) [Clean] – 3:53
3. Unforgettable (with Mariah Carey) (Version acoustique) (feat. Swae Lee) – 4:04
4. Unforgettable (with Mariah Carey) (Version acoustique) (feat. Swae Lee) [Clean] – 4:04

- Slushii Remix

1. Unforgettable (Slushii Remix) (feat. Swae Lee) – 3:07
2. Unforgettable (Slushii Remix) (feat. Swae Lee) [Clean] – 3:07

## Classements
| Classement (2017–18)                    | Meilleure position |
| --------------------------------------- | ------------------ |
| Australie (ARIA)                        | 7                  |
| Australie Urban (ARIA)                  | 1                  |
| Autriche (Ö3 Austria Top 40)            | 11                 |
| Belgique (Flandre Ultratop 50 Singles)  | 20                 |
| Belgique (Wallonie Ultratop 50 Singles) | 4                  |
| Canada (Hot 100)                        | 3                  |
| Colombie (National-Report)              | 53                 |
| Costa Rica (Monitor Latino)             | 12                 |
| Tchéquie (IFPI Rádio)                   | 64                 |
| Tchéquie (IFPI Singles Digitál)         | 18                 |
| Danemark (Tracklisten)                  | 6                  |
| France (SNEP)                           | 9                  |
| Allemagne (Media Control AG)            | 6                  |
| Hongrie (Rádiós Top 40)                 | 14                 |
| Hongrie (Stream Top 40)                 | 16                 |
| Irlande (IRMA)                          | 2                  |
| Israël (Media Forest)                   | 6                  |
| Italie (FIMI)                           | 67                 |
| Lettonie (Latvijas Top 40)              | 23                 |
| Liban (Lebanese Top 20)                 | 16                 |
| Pays-Bas (Nederlandse Top 40)           | 13                 |
| Pays-Bas (Single Top 100)               | 9                  |
| Nouvelle-Zélande (RMNZ)                 | 6                  |
| Norvège (VG-lista)                      | 11                 |
| Paraguay (Monitor Latino)               | 9                  |
| Philippines (Philippine Hot 100)        | 62                 |
| Portugal (AFP)                          | 2                  |
| Roumanie TV Airplay (Media Forest)      | 7                  |
| Écosse (OCC)                            | 12                 |
| Slovaquie (IFPI Rádio)                  | 51                 |
| Slovaquie (Singles Digitál Top 100)     | 14                 |
| Slovénie (SloTop50)                     | 50                 |
| Espagne (PROMUSICAE)                    | 46                 |
| Suède (Sverigetopplistan)               | 5                  |
| Suisse (Schweizer Hitparade)            | 9                  |
| Royaume-Uni (UK Singles Chart)          | 2                  |
| États-Unis (Hot 100)                    | 3                  |
| États-Unis (Dance Club Songs)           | 42                 |
| États-Unis (R&B/Hip-Hop Songs)          | 2                  |
| États-Unis (Pop Airplay)                | 9                  |
| États-Unis (Rhythmic Songs)             | 1                  |

| Classement (2017)                                | Position |
| ------------------------------------------------ | -------- |
| Australie (ARIA)                                 | 21       |
| Autriche (Ö3 Autriche Top 40)                    | 16       |
| Belgique (Ultratop Flandre)                      | 64       |
| Belgique (Ultratop Wallonie)                     | 42       |
| Canada (Canadian Hot 100)                        | 5        |
| Danemark (Tracklisten)                           | 9        |
| Allemagne (Official German Charts)               | 9        |
| Hongrie (Stream Top 40)                          | 33       |
| Israël (Media Forest)                            | 36       |
| Pays-Bas (Single Top 100)                        | 11       |
| Nouvelle-Zélande (Recorded Music NZ)             | 12       |
| Roumanie (Airplay 100)                           | 45       |
| Suède (Sverigetopplistan)                        | 11       |
| Suisse (Schweizer Hitparade)                     | 18       |
| Royaume-Uni UK Singles (Official Charts Company) | 4        |
| États-Unis Billboard Hot 100                     | 15       |
| États-Unis Hot R&B/Hip-Hop Songs (Billboard)     | 5        |

| Classement (2018)                                | Position |
| ------------------------------------------------ | -------- |
| Canada (Canadian Hot 100)                        | 55       |
| Royaume-Uni UK Singles (Official Charts Company) | 73       |

## Certifications
| Région | Certification | Ventes/Streams |
| --- | ------------- | -------------- |
| Australie (ARIA) | 6 × Platine   | 70 000^        |
| Autriche (IFPI) | Platine       | 0x             |
| Belgique (BEA) | Platine       | 0*             |
| Canada (Music Canada) | 8 × Platine   | 80 000^        |
| Danemark (IFPI) | 2 × Platine   | 0^             |
| France (SNEP) | Diamant       | 250,000*       |
| Allemagne (BM) | 2 × Platine   | 0^             |
| Italie (FIMI) | Platine       | 0‡             |
| Nouvelle-Zélande (RMNZ) | Platine       | 15 000*        |
| Pologne (ZPAV) | Platine       | 20 000*        |
| Portugal (AFP) | 2× Platine    | 20 000‡        |
| Espagne (PME) | Platine       | 0^             |
| Suède (GLF) | 5 × Platine   | 0x             |
| Suisse (IFPI) | 4 × Platine   | 0x             |
| Royaume-Uni (BPI) | 3 × Platine   | 0‡             |
| États-Unis (RIAA) | 6 × Platine   | 1 000 000*     |
| *Ventes selon la certification ^Mise en rayon selon la certification xNon précisé par la certification ‡ventes/streaming selon la certification |               |                |

## Source
- (en) Cet article est partiellement ou en totalité issu de l’article de Wikipédia en anglais intitulé « Unforgettable (French Montana song) » (voir la liste des auteurs).